# Ophiodiscus sulcatus
Ophiodiscus sulcatus is een zeeanemonensoort uit de familie Actinostolidae.
Ophiodiscus sulcatus is voor het eerst wetenschappelijk beschreven door Hertwig in 1882.